# デジタル・インクルージョン
デジタル・インクルージョン（Digital inclusion）とは社会や経済への参加に必要な情報通信技術の利用の平等性を推進することである。社会参加の例として教育、公共事業、医療などが挙げられる。
ブロードバンドやインターネット、端末、デジタル・リテラシーのトレーニング、テクニカルサポートから社会参画や共生を促すコンテンツやアプリケーションの開発が含まれる。主にデジタル・インクルージョンは情報格差などを是正する戦略や政策に着目する。
特に2020年の新型コロナウィルスによる遠隔医療やプライマリ・ケアへの移行に際して、デジタル・インクルージョンは健康の社会的決定要因の一つとして見られるようになった。